# Sarplaninai juhászkutya
A sarplaninai juhászkutya, Magyarországon még elterjedt elnevezése jugoszláv farkasölő. A balkáni Šar-hegységből származó kutyafajta.

## Származása és története
Régi szerb kutyafajta, azt tartják, hogy az ókori molosszusoktól származik. Régebben illír juhászkutyának nevezték. A nyájakat őrizte a farkasoktól, a hiúzoktól és a medvéktől, a falvakban viszont védte a házat, az udvart, az asszonyokat és a gyerekeket. Hazájában katonai és rendőrségi célokra is használják. 1970-ig tilos volt kivinni Jugoszláviából. Őshazájában a jugoszláv polgárháború a faj létét fenyegette, mivel sok kutyát megöltek illetve nem tudtak táplálni.

## Testfelépítés
A sarplaninai juhászkutya zömök, igen erős testfelépítésű fajta. Testének hossza valamivel nagyobb, mint a magassága. Mellkasa mély, közepesen hosszú, a könyökig ér. A mell elülső része széles és izmos. Háta sima és enyhén lejtős, lágyéka széles és izmos, hasa felhúzott. A farkának csánkig kell érnie. A kutya lógatva hordja a farkát, kivéve, amikor éber vagy mozog, ilyenkor ugyanis hátának vonala fölé emelheti. Az erőteljes mellső lábak könyökei a testhez simulnak, a csüdök kissé ferdék. Hátsó lábai egyenesebben állnak, és közelebb vannak egymáshoz, mint a mellsők. A mellső és a hátsó lába párhuzamosak egymással. A mancsok ovális alakúak és erősek. A fej alakja és mérete tekintetében is jól illik a testhez, a koponya erősen lekerekített, boltozatos. A szemöldök nem hangsúlyos, és a stop nem feltűnő. A koponya valamivel hosszabb az orrnál. A felső ajak enyhén lelógó, de a száj sarka már szorosan zárt. A fülek a V-alakúak és lelógók, csúcsuk akár a belső szemzug magasságáig is érhet. A mandulavágású szemek nem lehetnek túlságosan mélyen ülők, sem túlságosan nagyok. Az állat tekintete nyugodt, de nem átható. A šarplaninai juhászkutya harapása szabályos ollószerű. A sarplaninai juhászkutya bundájában az igen sűrű és tömött aljaszőrzetet hosszú és durva szálakból álló, szinte teljesen sima fedőszőrzet borítja. A szőrszálak a vállon 10–12 cm hosszúságúak, 7 cm-esnél rövidebbek nem lehetnek, legfejlebb csak ott, ahol természetesen is rövid a szőrzet: a fejen, a füleken és a lábak elülső oldalán. A leggyakoribb és a legkedveltebb színek a palaszürke és sötétszürke. A többszínű szőrzet és a fehér foltok nem megengedettek, kivéve a mellen és a lábujjakon lévő kisebb fehér pöttyöket, de ezek sem kívánatosak. A szemek sötétek vagy világos gesztenyebarnák. A bőr és a nyálkahártyák sötéten pigmentáltak.

## Jelleme
Ez a fajta igen nyugodt, magabiztos, békés és kiegyensúlyozott természetű. Elég nehéz kihozni a sodrából. A šarplaninai juhászkutya csak nemrég jelent meg a nyugati országokban, miközben származási helyén még mindig eredeti szerepkörében szolgál. Megbízható, megvesztegethetetlen őrzőkutya, anélkül, hogy agresszív vagy türelmetlen lenne. A territórium, a birtok vagy otthon őrzése és védelme - a családot és háziállatokat is beleértve - teljesen természetes dolog a számára, erre sem betanítani, sem biztatni nem kell. Nem ugat sokat, ezért ha mégis megteszi, nem árt ellenőrizni az okát. A gazdájához és családjához igen hűséges, és szívesen kimutatja irántuk érzett szeretetét. Nem kell lakásban tartani, csak az a fontos, hogy elegendő kapcsolata legyen a család tagjaival. Ha a kutyát megfelelő módon összeszoktatták más háziállatokkal, nem okozhat gondot az együttes tartásuk. A sarplaninai juhászkutya általában kimondottan domináns módon viselkedik más kutyákkal szemben (akár kanokról, akár szukákról van szó). Az idegeneket vagy megállítja - ehhez a megfélemlítés módszerét alkalmazza -, vagy gond nélkül elfogadja, attól függően, hogy miként reagál rájuk a gazdája. A gyerekekkel szemben általában barátságosan viselkedik, függetlenül attól, hogy „családjába” tartoznak-e.

## Méretei
- Marmagasság:
  - kan: 62 cm (minimum 56 cm)
  - szuka: 58 cm (minimum 54 cm)
- Testtömeg:
  - kan: 35–45 kg
  - szuka: 30–40 kg

Várható életkor: 10–14 év

## Megjegyzés
A sarplaninai juhászkutya tanítása során nagyon fontos a nyugalom és a harmónia. Ha őszintén és következetesen bánnak vele, nem fogja megszegni a házi szabályokat. Igen érzékenyen reagál gazdája hanghordozására, sok esetben pusztán azzal is tökéletesen irányítható. Nem szabad vele kiabálni, és nem szabad bántalmazni sem, mivel erre soha nem ad okot. Ez persze nem azt jelenti, hogy vakon engedelmes kutya. Úgy tűnik, először mindig megfontolja, hogy a kapott parancs észszerű-e. Magabiztossága miatt előfordulhat, hogy úgy dönt, átveszi a falka, azaz a család irányítását - de csak olyankor, ha azt érzi, hogy a családban nincs elegendő erő, illetve ha gazdája következetlenül és idegesen viselkedik. Egy nyugodt személy, aki tudja, mit csinál, és természetes tekintéllyel rendelkezik, a legjobb tulajdonságokat hozhatja ki ebből a kutyából. A sarplaninai juhászkutya nem kedveli a sportokat, őrzőkutyának viszont igen megbízható.

## Külső hivatkozások
- sarplaninai juhászkutya fajtaismertető a Kutya-Tár-ban
- Sarplaninac.lap.hu - linkgyűjtemény